# Las avispas
Las avispas (griego clásico Σφῆκες Sphēkes, latín Vespae) es una comedia escrita por el comediógrafo griego Aristófanes. Es la cuarta en orden cronológico de las once comedias aristofánicas que han sobrevivido. Fue representada el 422 a. C. en las Leneas, y obtuvo el primer premio, por delante de Proagón, de Filónides, y de Embajadores, de Leucón. Debe su nombre a la identificación del coro, formado por miembros de los tribunales atenienses, con avispas armadas de aguijón. La obra es un ataque contra Cleón y el funcionamiento de los tribunales populares de la Heliea.

## Argumento
La obra gira en torno a Filocleón y su hijo Bdelicleón, cuyos nombres marcan su posición ante el político ateniense Cleón de Atenas, blanco favorito de las burlas de Aristófanes. Filocleón es adicto a los juicios de la corte ateniense, y pasa todo su tiempo como miembro del jurado, juzgando a los demás.
Bdelicleón quiere ayudar a su padre, así que le encierra en casa, pero Filocleón hace todo lo posible por salir de allí para ir al juzgado. Protagoniza unos cómicos y poco exitosos intentos de fuga, incluida una parodia de la huida de Ulises de la gruta del cíclope Polifemo en el libro IX de la Odisea, empleando un burro en lugar de un carnero. A su rescate se presenta el coro, miembros del jurado como Filocleón, y como él también veteranos de las guerras médicas, molestos, correosos e incisivos como las avispas. Bdelicleón y sus sirvientes pelean contra las avispas, siendo la victoria para los primeros. Finalmente, todos deciden debatir el asunto y aceptar el resultado de la discusión. Las razones que esgrime Bdelicleón se imponen, haciendo ver a su padre y al coro de avispas que son el mero instrumento de los poderosos como Cleón. Con el coro derrotado, Filocleón se resigna a quedarse en casa, pero sin renunciar a su papel como juez.
Para ayudar a su padre a superar su adicción, Bdelicleón monta un juzgado en su propia casa para que su padre lo presida. A falta de alguien a quien acusar, Filocleón juzga al perro de la familia por haberse comido un poco de queso siciliano (aparentemente esto hacía referencia a un juicio reciente en el que Cleón acusó al general ateniense Laques por aceptar sobornos de los enemigos sicilianos de Atenas. Posiblemente sea también una burla del juicio de Cleón al mismo Aristófanes, riéndose de que Cleón, también conocido como el perro, le imputara con lo que Aristófanes consideraba unos cargos ridículos).
En un juicio absurdo, Bdelicleón defiende al perro y, cuando todo lo demás falla, un grupo de niños vestidos como los cachorros del perro salen a escena. Filocleón ni se inmuta, pero Bdelicleón intercambia las cajas donde estaban depositados los votos sin que se diera cuenta, haciendo que su voto apareciera junto con los que le consideraban inocente. Cuando se cuentan "todos los votos", y se absuelve al perro, Filocleón se desmaya, pues hasta ahora jamás había absuelto a nadie.
Entonces ambos acuden a un simposio. Profundizando en el tema del cambio de roles, Bdelicleón le enseña a su padre cómo comportarse de forma adecuada en el simposio. En esta escena vemos una intencionada inconsistencia de Bdelycleón como personaje: expresa su desdén por cómo Cleón manipulaba a los miembros del jurado, pero sin embargo engaña a Cleón y a sus siervos en esta reunión de clase alta.
Solo se muestran las consecuencias de esa fiesta al final: Filocleón se emborrachó, insultó a casi todo el mundo en el simposio, secuestró a una flautista y golpeó una bandeja de pan. Algunos a los que ofendió durante la noche vienen a informarle de las denuncias que le pondrán, pero el despreocupado Filocleón se ríe de ellos. Lo importante es que está feliz, el coro comenta que ha mejorado considerablemente. La obra termina con un final absurdo y acorde con la trama, cuando Filocleón reta a tres cangrejos (los hijos de Carcino, que representan a los dramaturgos de Atenas) a participar en un concurso de baile.
En este relato literario podemos observar un claro ejemplo de la sátira.

## Las avispasy la Comedia antigua
Se ha empleado Las avispas para ejemplificar las convenciones de la Comedia antigua; En esta obra, se encuentran los elementos estructurales que son comunes en la mayoría de la producción de Aristófanes de forma fácilmente identificable. La siguiente tabla está basada en una interpretación académica de la estructura de esta comedia y de la métrica asociada a esta.
| Elementos                               | Versos            | Metro                                                 | Contenido                                        | Comentario |
| --------------------------------------- | ----------------- | ----------------------------------------------------- | ------------------------------------------------ | --- |
| Prólogo                                 | 1-229             | Trímetros yámbicos.                                   | Diálogo de presentación de la escena.            | Inicio convencional [o-.-][o-.-][o-.-] verso 5 |
| Párodos                                 | 230-47            | Tetrámetros yámbicos catalécticos.                    | Entra el coro acompañado de muchachos.           | [o-.-][o-.-][o-.-][o--] (troqueos habituales en las obras tempranas, como Los acarnienses, Los caballeros, La Paz) verso 230                                                                                                   |
|                                         | 248-72            | Verso euripídeo de 14 sílabas.                        | Diálogo entre los jueces y el muchacho.          | Forma más rápida de ritmo yámbico [o-.-][o-.-][-.-.--] verso 245 |
|                                         | 273-89            | Metro variado.                                        | El coro se pregunta por Filocleón.               | Pareja estrofa / antístrofa basada en metro jónico [..--] con numerosas variaciones. verso 270 |
|                                         | 290-316           | Como los anteriores, pero más simple.                 | Diálogo entre los jueces y el muchacho.          | 'Pareja estrofa / antístrofa basada en metro jónico [..--] con menores variaciones. verso 290 |
| Canción                                 | 317-33            | Metro variado.                                        | Lamentaciones de Filocleón.                      | Fundamentalmente coriambos [-..-] hasta el verso 323; a partir de entonces, anapestos [..-], que reflejan el cambio de tono en la escena. verso 315                                                                            |
| Escena simétrica (posiblemente un agón) | 334-64 & 365-402  | Tetrámetros trocaicos y anapésticos catalécticos.     | Discusión entre personajes y coro.               | Cada primera parte, en tetrámetros trocaicos [-.-o][-.-o][-.-o][-.-], ej. 334-45 acabando en tetrámetros anapésticos [..-..-][..-..-][..-..-][..--] , ej. 346-57 con un anapesto añadido en la pnigos (358-64) verso 334       |
| Escena simétrica                        | 403-460 & 461-525 | Tetrámetros trocaicos catalécticos en su mayor parte. | Acusaciones y refriega.                          | Tetrámetros trocaicos [-.-o][-.-o][-.-o][-.-] con dímetros trocaicos añadidos. verso 403 |
| Agón                                    | 526-630 & 631-724 | Canciones y tetrámetros anapésticos catalécticos.     | Exposición de razones de Filocleón y Bdelicleón. | Estrofa (526-45) y antístrofa (631-47) con metro yámbico [.-] y coriámbico [-..-]; secciones declamadas en tetrámetros anapésticos que acaban en pnigoi anapéstico. (546-630 y 648-724) verso 526                              |
| Canción                                 | 725-59            | Anapestos, yambos y docmíacos.                        | Reflexión sobre las exposiciones.                | Versos anapésticos 725-8, 736-42, 750-9, también yambos y docmíacos [o--.-] or [o..-.-] verso 725 |
| Episodio                                | 760-862           | Trímetro yámbico.                                     | Puesta en marcha del tribunal en casa.           | Diálogo en trímetros yámbicos [o-.-][o-.-][o-.-] verso 760 |
| Canción                                 | 863-90            | Anapestos en su mayor parte.                          | Oración de consagración del tribunal.            | Trímetro yámbico en vv. 868-9 y 885-6; Estrofa corta (vv. 870-4) y antístrofa (vv. 887-90) en yambos; anapestos en vv. 863-7 y 875-84 verso 863                                                                                |
| Episodio                                | 891-1008          | Trímetro yámbico.                                     | Juicio de los perros.                            | Diálogo en trímetros yámbicos [o-.-][o-.-][o-.-] verso 890 |
| Parábasis                               | 1009-14           | Metro variado.                                        | Kommation.                                       | Anapestos (vv. 1009–10), yambos (vv. 1011–12) y trocaicos (vv. 1013–14) - modo métrico poco habitual para el inicio de la parábasis verso 1009                                                                                 |
|                                         | 1015-59           | Anapestos.                                            | Parábasis en sí con pnigos (ahogo).              | Tetrámetro anapéstico cataléctico [..-..-][..-..-][..-..-][..--] acabado en pnigos anapéstico verso 1015 |
|                                         | 1060–1121         | Troqueos.                                             | Escena simétrica.                                | Estrofa troquea (vv. 1060–70) y antístrofa (vv. 1091–1101); epírrema (vv. 1071–90) y antepirrema (vv. 1102–21) en tetrámetros trocaicos catalécticos [-.-o][-.-o][-.-o][-.-] verso 1060                                        |
| Episodio                                | 1122–1264         | Trímetro yámbico.                                     | Preparaciones para la cena.                      | Diálogo entre los personajes en trímetro yámbico [o-.-][o-.-][o-.-] verso 1120 |
| Segunda parábasis                       | 1265–1291         | Troqueos.                                             | Escena simétrica.                                | Estrofa en troqueos (vv. 1265–74) pero sin antístrofa; epirrema (vv. 1275–83) y antepirrema (vv. 1284–91) incluyendo una variación del tetrámetro trocaico cataléctico [-...][-...][-...][-.-] (tetrámetro peónico) verso 1265 |
| Episodio                                | 1292–1449         | Trímetros yámbicos en su mayor parte.                 | Resultados absurdos de la cena.                  | Diálogo en trímetro yámbico con pasajes en troqueos (vv. 1326–31, vv. 1335–40) por parte de Filocleón ebrio verso 1292 |
| Canción                                 | 1450-73           | En yambos y coriambos en su mayor parte.              | El coro felicita a Filocleón y Bdelicleón.       | La primera mitad de la estrofa y antístrofa en coriambos yámbicos [o-.-][-..-] (vv. 1450–56, 1462–68); las segundas partes de ambas, en metros variados verso 1450                                                             |
| Éxodo                                   | 1474–1537         | Yambos y arquiloquios.                                | Danza de Filocleón.                              | Diálogo en trímetro yámbico acabando en la danza (vv. 1518–37) en arquiloquios ([o-..-..-o][-.-.--]) verso 1470 |

## Curiosidades
- El músico inglés Ralph Vaughan Williams compuso en 1909 una popular versión de Las avispas, consistente en una suite de la música incidental par la representación de la comedia.
- En algunas traducciones, los dos protagonistas se llaman Procleón y Anticleón, para una mejor comprensión de la naturaleza burlesca de sus nombres.